# 降冰片烷
降冰片烷 (系统命名为双环[2.2.1]庚烷)是一种有机化合物。它是一种饱和的桥环化合物，化学式为C7H12。它是一种熔点为88°C的晶体。它是由环己烷的碳骨架在1，4位桥连一个亚甲基形成的。 这种物质可以由相关的化合物降冰片烯和降冰片二烯的催化氢化来制备。降冰片基碳正离子(C7H11+)是一种受到学术关注的非经典碳正离子。